# Platygaster terco
Platygaster terco är en stekelart som beskrevs av Sundholm 1970. Platygaster terco ingår i släktet Platygaster och familjen gallmyggesteklar. Inga underarter finns listade i Catalogue of Life.